# 米察克
米察克（法語：Mitzach，法語發音：[mitsak] ⓘ 或 [mitsax]）是法国上莱茵省的一个市镇，属于坦恩-盖布维莱尔区。

## 地理
米察克（47°52'13"N, 7°0'16"E）面积6.41 平方千米，位于法国大東部大區上莱茵省，该省份为法国东部内陆省份，是阿尔萨斯的一部分，今与下莱茵省组成了阿尔萨斯欧洲集体，其北临下莱茵省，西接孚日省，西南接贝尔福地区省，东侧沿莱茵河与德国相望，南与瑞士接壤。
与米察克接壤的市镇（或旧市镇、城区）包括：朗斯帕克、于瑟朗韦塞尔兰、莫洛、莫什、马尔梅尔斯帕克、圣阿马兰、里姆巴克普雷马瑟沃。
米察克的时区为UTC+01:00、UTC+02:00（夏令时）。

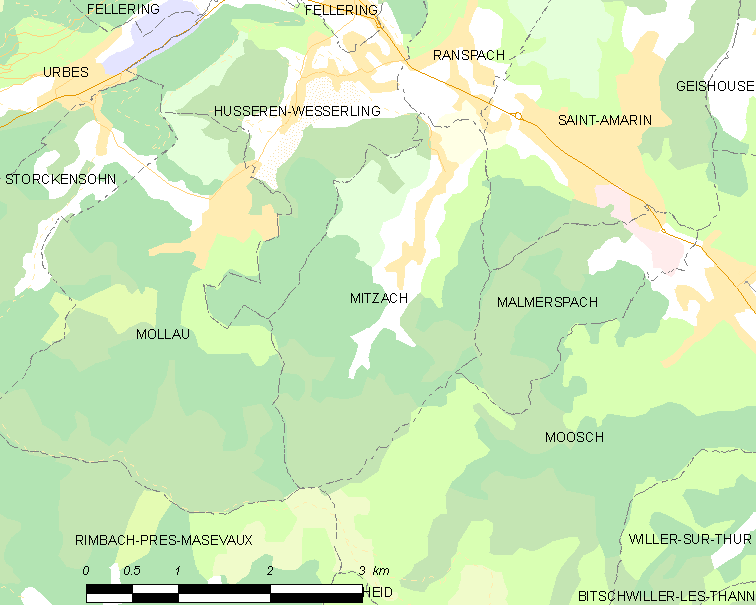
米察克的OSM定位图

## 行政
米察克的邮政编码为68470，INSEE市镇编码为68211。

## 政治
米察克所属的省级选区为塞尔奈县。

## 人口

1962-2008年间米察克人口变化图示

米察克于2022年1月1日时的人口数量为377人。